# Erythrina merrilliana
Erythrina merrilliana là một loài thực vật có hoa trong họ Đậu. Loài này được Krukoff miêu tả khoa học đầu tiên.